# Басс (префект Рима)
Басс (лат. Bassus) (?? — ??) — политический деятель второй половины II века н. э.
Упоминается у двух авторов: Аврелия Виктора и Элия Спартиана. Из его биографии известно немного.
Упомянутые авторы именуют его просто Бассом, полное имя неизвестно. Возможно, что это Гай Помпоний Басс Теренциан (лат. Gaius Pomponius Bassus Terentianus) — предположительно консул-суффект 193 года н. э.
В июне — июле 193 года. Басс занимал должность Praefectus urbi.
В июле Септимий Север на его место назначил Гая Домиция Декстера, после чего отправился укреплять положение на Востоке империи. Вероятно Север взял Басса с собой в поход.
Был одним из приближенных Севера и, как и ряд других приближенных, получил в дар от императора богатую(-ые) виллу(-ы).